# Anjali Bhimani
Anjali Bhimani (Cleveland, 30 agosto 1975) è un'attrice e doppiatrice statunitense, di origine indiana.

## Filmografia parziale

### Cinema
- I Love Shopping (Confessions of a Shopaholic), regia di P. J. Hogan (2009)
- Miss India America, regia di Ravi Kapoor (2015)
- Ossessioni nascoste (Don't Wake Mommy), regia di Chris Sivertson (2015)
- Trafficked, regia di Will Wallace (2017)
- The Bellmen, regia di Cameron Fife (2020)
- L'occhio del male (Evil Eye), regia di Elan Dassani e Rajeev Dassani (2020)
- All My Life, regia di Marc Meyers (2020)

### Televisione
- I Soprano (The Sopranos) - 2 episodi (2006)
- Shark - Giustizia a tutti i costi (Shark) - 2 episodi (2007)
- La valle dei pini (All My Children) - 8 episodi (2004-2011)
- Outsourced - 2 episodi (2010-2011)
- Hollywood Heights - Vita da popstar (Hollywood Heights) - 2 episodi (2012)
- Modern Family - 3 episodi (2011-2015)
- Adoptable - 4 episodi (2016)
- Cassandra French's Finishing School - 6 episodi (2017)
- Brown Girls - film TV (2018)
- Alex, Inc. - 2 episodi (2018)
- We're Alive: Frontier - 18 episodi (2018-2019)
- S.W.A.T. - 2 episodi (2019)
- UnDeadwood - 4 episodi (2019)
- Runaways - 2 episodi (2019)
- Little Voice - 2 episodi (2020)
- Blindspot - 2 episodi (2020)
- Ms. Marvel - 4 episodi (2022)

## Doppiaggio

### Film
- Seal Team - Squadra speciale foche (Seal Team), regia di Greig Cameron (2021)

### Serie animate
- Rival Speak - 12 episodi (2020-2021)
- It's Pony - 3 episodi (2020-2021)
- La leggenda di Vox Machina (The Legend of Vox Machina) - 3 episodi (2022)

### Videogiochi
- Fallout 4 (2015)
- Overwatch (2016)
- Fallout 76 (2018)
- Apex Legends (2019)
- Indivisible (2019)
- Final Fantasy VII Remake (2020)
- Overwatch 2 (2022)
- Diablo IV (2023)

## Doppiatrici italiane
Nelle versioni in italiano delle opere in cui ha recitato, Lindsay Price è stata doppiata da:
- Daniela D'Angelo in Modern Family
- Mariadele Cinquegrani in Criminal Minds
- Mirta Pepe in Station 19
- Roberta Greganti in S.W.A.T.
- Chiara Colizzi in The Blacklist
- Mariagrazia Cerullo in Amiche per la morte - Dead to Me

Come doppiatrice, è stato sostituita da:
- Deborah Morese in Overwatch, Overwatch 2
- Angela Ricciardi in Apex Legends